# Đập Khê Lạc Độ
Đập Khê Lạc Độ (tiếng Trung giản thể: 溪洛渡大坝) là một đập vòm trên sông Kim Sa, một nhánh của sông Dương Tử ở Trung Quốc. Nằm gần thị trấn Khê Lạc Độ thuộc huyện Vĩnh Sơn, tỉnh Vân Nam nhưng con đập nằm ở huyện Leibo, tỉnh Tứ Xuyên. Mục đích chính của đập là sản xuất thủy điện và nhà máy điện của đập có công suất lắp đặt là 13.860 MW. Ngoài ra, đập còn có vai trò kiểm soát lũ lụt, kiểm soát phù sa và xả nước theo quy định nhằm cải thiện lượng nước hạ lưu. Việc xây dựng đập và nhà máy điện bắt đầu vào năm 2005 và tổ máy phát điện đầu tiên được đưa vào vận hành năm 2013, tổ máy cuối cùng được đưa vào vận hành năm 2014. Nó được vận hành bởi China Yangtze Power và hiện là nhà máy điện lớn thứ ba với đập cao thứ tư trên thế giới.

## Thiết kế
Đập Khê Lạc Độ cao 285.5 m và dài 700 m. Đây là đập vòm cao thứ ba trên thế giới. Hồ chứa nước của đập có thể tích 12.670.000.000 mét khối (10.270.000 acre⋅ft). Đập có một số đập tràn bao gồm bảy cửa thoát nước trên bề mặt, tám cửa ở giữa và bốn đường hầm tràn. Tất cả các đập tràn có khả năng xả nước tối đa 32.278 m3/s (1.139.900 cu ft/s)   .  Nhà máy thủy điện bao gồm 18 máy phát điện tua-bin Francis 770 MW với tổng công suất lắp đặt là 13.860 MW.